# Fruchtfleisch

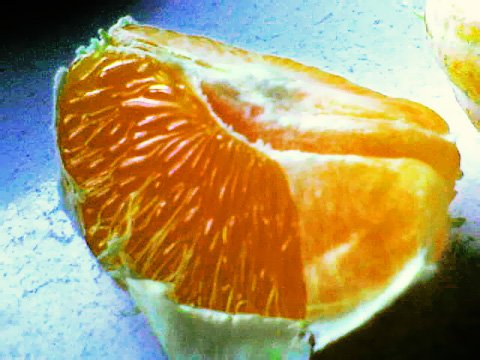
Fruchtfleisch einer Orange

Fruchtfleisch ist das saftige Gewebe in Früchten mit hohem Wassergehalt (sogenannte Saftfrüchte), in das ein Same oder mehrere Samen eingebettet sind. Zusammen mit Samen, Überresten der Blüte und einer Haut oder Schale bildet es die Frucht. Das Fruchtfleisch dient zur besseren Verbreitung der Samen. Das Fruchtfleisch der verschiedenen Obst- und Gemüsesorten spielt in der Ernährung eine wichtige Rolle.

## Ökologie
Damit Pflanzen ihre Samen über eine größere Strecke verbreiten können, sind sie oft auf Tiere angewiesen. Sie umgeben die oft unverdaulichen Samen mit schmackhaftem und nahrhaftem Fruchtfleisch. Die Tiere fressen die Früchte mit den Samen und scheiden letztere unverdaut an einem entfernteren Ort wieder aus. So verbreiten sich die entsprechenden Pflanzenarten schneller.
Im Gegensatz zur Nuss, wo der Samen die eigentliche Nahrung für die Tiere darstellt, wird er bei Früchten mit Fruchtfleisch unabsichtlich mit gefressen. Oft gibt es auch keine harten Schalen, die den Samen schützen und nur von Nahrungsspezialisten geknackt werden könnten. Im Gegenteil, durch das Fruchtfleisch fühlen sich besonders viele Tierarten angezogen und tragen so zur Verbreitung bei. Wenn der Samen mit dem Kot zusammen ausgeschieden wird, ist er gleich von einem Substrat mit vielen Nährstoffen umgeben. Bei Steinfrüchten, die meist von Vögeln gefressen werden, wird das Fruchtfleisch mit dem Schnabel vom Kern gelöst und nur dieses verdaut, der Kern aber einfach fallen gelassen.

## Pulpaund verwandte Bezeichnungen

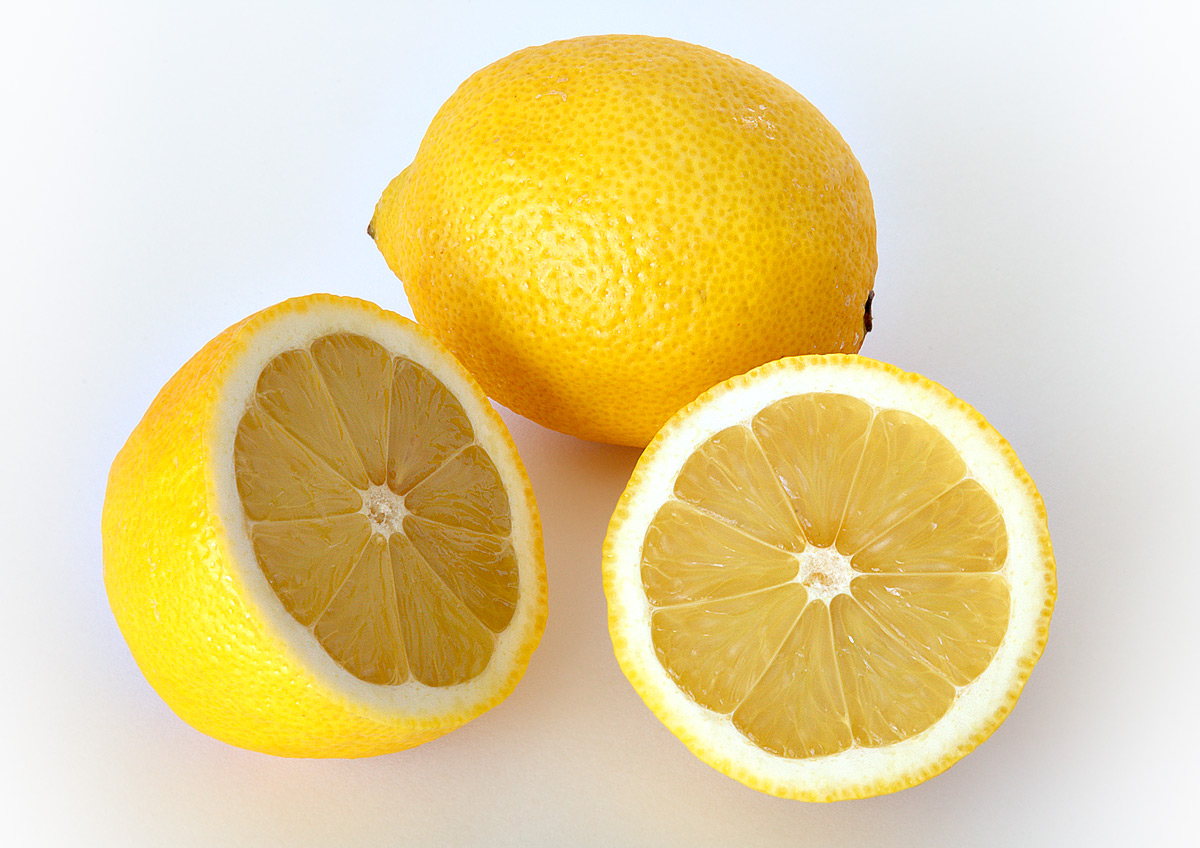
Bei der Zitrone und anderen Zitrusfrüchten wird das Fruchtfleisch gelegentlich auch Pulpa genannt.

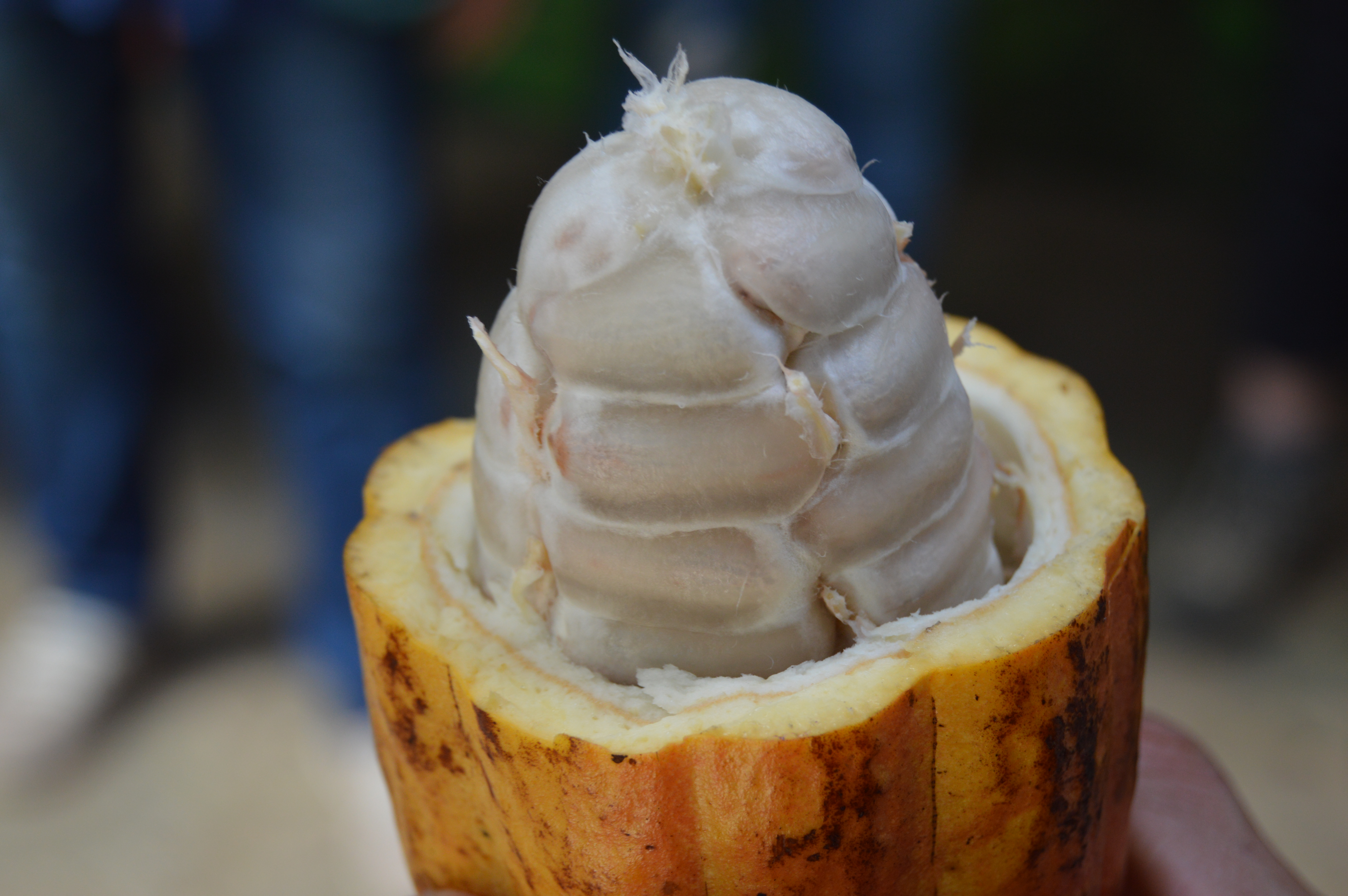
Das süße, schleimige weiße Fruchtfleisch des Kakaobaums wird sehr häufig Pulpa oder Pulpe genannt.

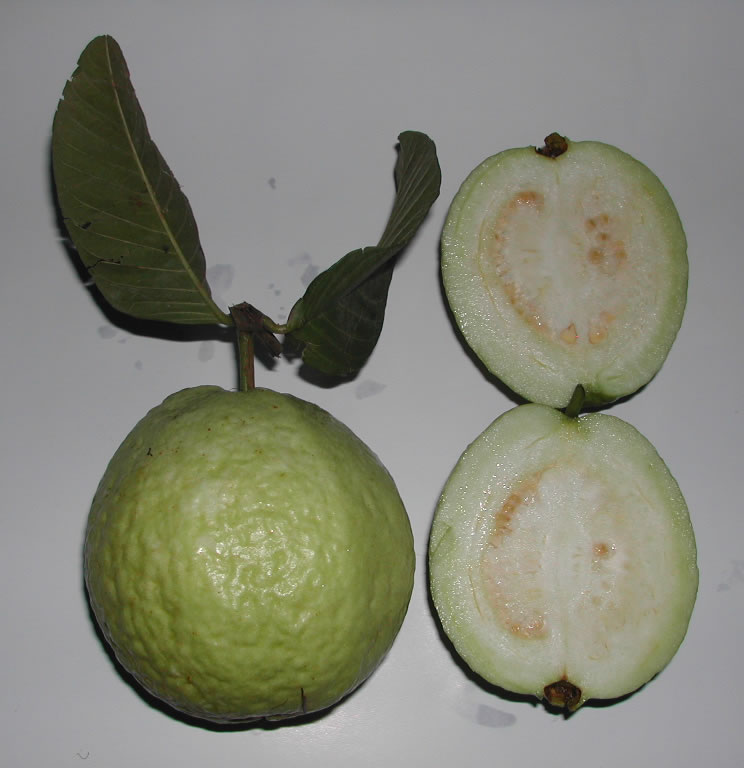
Bei einigen Früchten wie der Guave wird das an die Schale grenzende Fruchtfleisch von der inneren Pulpa oder Pulpe unterschieden.

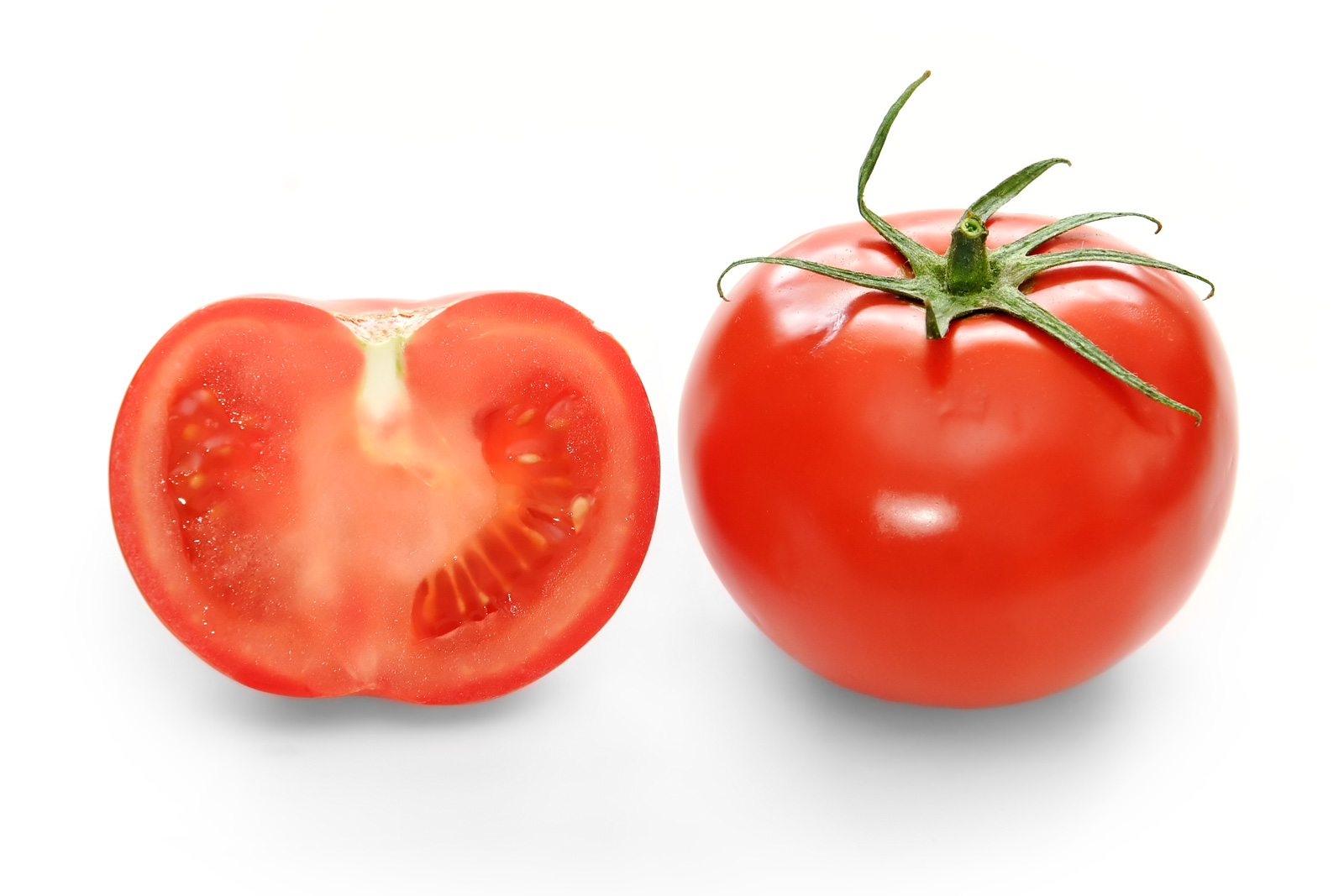
Bei vielen Früchten wie der Tomate ist die Bezeichnung Pulpa oder Pulpe für das Fruchtfleisch nicht üblich.

### Synonyme für Fruchtfleisch
In der Botanik wird das Fruchtfleisch einiger Früchte auch als Pulpa bezeichnet, unter anderem bei Zitrusfrüchten und Bananen oder der Frucht des Sanddorns. Auch das Fruchtmark von anderen Pflanzen wurde früher als Pulpa bezeichnet. Bei Zitrusfrüchten ist die Frucht als sogenannte Endokarpbeere oder Panzerbeere ausgebildet; Linné verwendete die Bezeichnung „Hesperidium“.
Die eingedeutschte Wortform Pulpe ist vor allem außerhalb der systematischen Botanik, etwa in der Lebensmittelkunde, bei einigen Früchten als Bezeichnung für das Fruchtfleisch gebräuchlich, unter anderem bei Kaffee, Kakao und Hylocereus triangularis.
Die Bezeichnung Pulpe wird auch bei der Herstellung von Fruchtsäften verwendet. Beim Auspressen von Orangen enthält der rohe Orangensaft (Rohsaft) noch zerkleinerte feste Bestandteile des Fruchtfleischs. Nach dem Absieben dieser „Pulpe“ bleibt klarer Saft übrig. Bei Säften, die als „Orangensaft mit Fruchtfleisch“ angeboten werden, wurde vor dem Abfüllen Pulpe wieder zugefügt.
In der Küchensprache ist auch die Wortform Pulp bekannt. Laut dem Neuen Küchenlexikon wird damit ausgehobenes Fruchtfleisch bezeichnet.
Gelegentlich wird statt Pulpe die verdeutlichende Bezeichnung Fruchtpulpe verwendet, etwa bei Kakao. Zu beachten ist aber, dass Fruchtpulpe (auch kurz Pulpe oder Pülpe) in der Lebensmittelindustrie und im Lebensmittelrecht (z. B. Konfitürenverordnung) eine Bezeichnung für ein definiertes Halbfertigprodukt bei der Fruchtverarbeitung ist: Fruchtpulpe in diesem Sinn ist eine Mischung aus Fruchtstücken und zu Brei verarbeitetem Fruchtfleisch.
Bei entsprechender Konsistenz ist für die Pulpa/Pulpe bei einigen Pflanzen auch die Bezeichnung Fruchtmus gebräuchlich, insbesondere bei Kakao.

### Unterscheidung von Pulpa und Fruchtfleisch
Häufig lässt sich innerhalb des Fruchtfleischs ein innen liegender, weicherer Bereich erkennen, der die Samen unmittelbar umgibt. Bei einigen Früchten wie der Guave oder dem Feigenkaktus werden die verschiedenen Bereiche auch sprachlich unterschieden: Der äußere Bereich ist das Fruchtfleisch, der innere Bereich wird Pulpa oder Pulpe genannt.
Auch bei der Gurke oder der Tomate lassen sich bei den reifen Früchten verschiedene Bereiche unterscheiden: Vergleichsweise festes äußeres Fruchtfleisch umgibt einen weicheren Bereich, in dem die Samen eingebettet sind. Dennoch wird bei Gurken, Tomaten und den meisten anderen Früchten einfach zusammenfassend von Fruchtfleisch gesprochen – die Bezeichnung Pulpa oder Pulpe ist bei vielen Früchten nicht üblich, weder als Synonym für Fruchtfleisch noch zur Abgrenzung verschiedener Anteile des Fruchtfleischs.

### Wortherkunft und Bedeutungsübertragungen
Lateinisch pulpa bedeutet eigentlich „Fleisch“. Das lateinische Fremdwort Pulpa bezeichnet nicht nur das Fruchtfleisch einiger Früchte, sondern in der Anatomie auch die Zahnpulpa und verschiedene Funktionsgewebe in der Milz (weiße und rote Milzpulpa). Die Wortform Pulpe wurde in der Anatomie im 19. Jahrhundert noch verwendet. Heute ist sie im Singular nicht mehr gebräuchlich – wohl aber als Pluralform Pulpen und in Zusammensetzungen. So ist etwa die Bezeichnung Pulpengewebe in der Medizin und Zahnmedizin ebenso gebräuchlich wie Pulpagewebe.
Die drei eingedeutschten Wortformen Pulpe, Pulp und Pülpe stammen alle von lateinisch pulpa ab, wobei die Form Pulp aus dem Englischen ins Deutsche vermittelt wurde und die Form Pülpe von französisch pulpe abgeleitet ist. Ausgehend von der Bedeutung „Fruchtfleisch oder fleischige Pflanzenteile“ wurden Pulpe, Pulp und Pülpe Bezeichnungen für verschiedene breiige und/oder faserige Massen, die bei Verarbeitungsprozessen anfallen, siehe dazu Pulpe (Verarbeitungstechnik).
Für englisch pulp ist die Bedeutung „Fruchtfleisch oder fleischiger Teil einer Pflanze“ seit ca. 1400 nachweisbar; die Verwendung der Bezeichnung pulp auch für verschiedene ähnliche Substanzen begann bereits im frühen 15. Jahrhundert.